# Polen-Rundfahrt 2021
Die Polen-Rundfahrt 2021 war die 78. Austragung des polnischen Etappenrennens. Das Radrennen fand vom 9. bis zum 15. August im Rahmen von sieben Etappen statt und war Teil der UCI WorldTour 2021.
Gesamtsieger wurde João Almeida (Deceuninck-Quick-Step) vor Matej Mohorič (Bahrain Victorious) und Michał Kwiatkowski (Ineos Grenadiers). João Almeida gewann zudem auch die Punktewertung  und Łukasz Owsian (polnisches Nationalteam) die Bergwertung. Der aktivstes Fahrer, der durch die Zwischensprints ermittelt wurde, war Taco van der Hoorn (Intermarché-Wanty-Gobert Matériaux). Die Teamwertung sicherte sich das Team Deceuninck-Quick-Step.

## Streckenführung
Insgesamt legten die Fahrer in den sieben Etappen 1140 Kilometer zurück. Es standen drei flache, drei hüglige Etappen,  sowie ein Einzelzeitfahren auf dem Programm. Die Strecke führte von Lublin im Osten Polens in Richtung Süden. Nach zwei Etappen in der Tatra, folgte ein Einzelzeitfahren in Katowice. Die Rundfahrt endete nach einer flachen Etappe in Krakau.
| Etappe         | Datum               | Strecke                                    | Typ                 | km   |
| -------------- | ------------------- | ------------------------------------------ | ------------------- | ---- |
| 1              | Mo, 9. August 2021  | Lublin – Chełm                             | Mittelgebirgsetappe | 216  |
| 2              | Di, 10. August 2021 | Zamość – Przemyśl                          | Mittelgebirgsetappe | 201  |
| 3              | Mi, 11. August 2021 | Sanok – Rzeszów                            | Mittelgebirgsetappe | 226  |
| 4              | Do, 12. August 2021 | Tarnów – Bukovina Resort                   | Mittelgebirgsetappe | 160  |
| 5              | Fr, 13. August 2021 | Chochołów (Czarny Dunajec) – Bielsko-Biała | Mittelgebirgsetappe | 173  |
| 6              | Sa, 14. August 2021 | Katowice – Katowice                        | Einzelzeitfahren    | 19   |
| 7              | So, 15. August 2021 | Zabrze – Krakau                            | Mittelgebirgsetappe | 145  |
| Gesamtdistanz: | Gesamtdistanz:      | Gesamtdistanz:                             | Gesamtdistanz:      | 1140 |

## Reglement
Im Rahmen der 78. Auflage wurden Trikots für die Gesamtwertung (gelb), Sprintwertung (weiß), Bergwertung (weiß mit blauen Punkten) und den aktivsten Fahrer (blau) vergeben. Im Rahmen der Zwischensprints gab es die Möglichkeit Punkte für die Wertung des aktivsten Fahrers zu sammeln. Die Zwischensprints hatten jedoch keine Auswirkung auf die Sprintwertung. Für die Teamwertung wurden die Zeiten der drei besten Fahrer pro Etappe zusammengezählt. Während den Etappen gab es die Möglichkeit, Zeitbonifikationen zu gewinnen, um sich in der Gesamtwertung zu verbessern. Die Vergabe der Sekunden sowie der Punkte für die Punkte- und Bergwertung wird in der folgenden Tabelle erklärt.
|                  |                               | 1. | 2. | 3. | 4. | 5. | 6. | 7. | 8. | 9. | 10. | 11. | 12. | 13. | 14. | 15. | 16. | 17. | 18. | 19. | 20. | Platz    |
| Punktewertung    | Zielankunft                   | 20 | 19 | 18 | 17 | 16 | 15 | 14 | 13 | 12 | 11  | 10  | 9   | 8   | 7   | 6   | 5   | 4   | 3   | 2   | 1   | Punkte   |
| Aktivster Fahrer | Zwischensprint                | 3  | 2  | 1  |    |    |    |    |    |    |     |     |     |     |     |     |     |     |     |     |     | Punkte   |
| Bergwertung      | 1. Kategorie (höchster Punkt) | 20 | 14 | 10 | 6  | 4  |    |    |    |    |     |     |     |     |     |     |     |     |     |     |     | Punkte   |
| Bergwertung      | 1. Kategorie                  | 10 | 7  | 5  | 3  | 2  |    |    |    |    |     |     |     |     |     |     |     |     |     |     |     | Punkte   |
| Bergwertung      | 2. Kategorie                  | 5  | 3  | 2  | 1  |    |    |    |    |    |     |     |     |     |     |     |     |     |     |     |     | Punkte   |
| Bergwertung      | 3. Kategorie                  | 3  | 2  | 1  |    |    |    |    |    |    |     |     |     |     |     |     |     |     |     |     |     | Punkte   |
| Bonussekununden  | Zielankunft                   | 10 | 6  | 4  |    |    |    |    |    |    |     |     |     |     |     |     |     |     |     |     |     | Sekunden |
| Bonussekununden  | Zwischensprint                | 3  | 2  | 1  |    |    |    |    |    |    |     |     |     |     |     |     |     |     |     |     |     | Sekunden |

## Teilnehmende Mannschaften und Fahrer
Neben den 19 UCI WorldTeams stand 2 UCI ProTeams sowie  eine Auswahl des polnischen Nationalteams am Start. Mit Ausnahme von Trek-Segafredo und Cofidis starteten für jedes Team je sieben Fahrer. Von den 151 Fahrern erreichten 140 Fahrer das Ziel.
Als Favoriten galten João Almeida (Deceuninck-Quick-Step), George Bennett (Jumbo-Visma), Tim Wellens (Lotto Soudal), Jai Hindley (Team DSM), Dylan Theuns, Matej Mohorič (beide Bahrain Victorious), Tao Geoghegan Hart und der Lokalmatador Michał Kwiatkowski (beide Ineos Grenadiers).
Von den Sprintern galten Fernando Gaviria (UAE Team Emirates), Pascal Ackermann (Bora-Hansgrohe), Hugo Hofstetter (Israel Start-Up Nation), David Dekker (Jumbo-Visma), Phil Bauhaus (Bahrain Victorious) und Álvaro Hodeg (Deceuninck-Quick-Step) als mögliche Etappensieger. In dem Zeitfahren galt Rémi Cavagna (Deceuninck-Quick-Step) als Topfavorit.
| UCI WorldTeams | UCI WorldTeams        | UCI WorldTeams | UCI WorldTeams                    | UCI WorldTeams | UCI WorldTeams        | UCI ProTeams | UCI ProTeams    | Nationalteams |
| -------------- | --------------------- | -------------- | --------------------------------- | -------------- | --------------------- | ------------ | --------------- | ------------- |
| ACT            | AG2R Citroën Team     | GFC            | Groupama-FDJ                      | DSM            | Team DSM              | AFC          | Alpecin-Fenix   | Polen         |
| APT            | Astana-Premier Tech   | IGD            | Ineos Grenadiers                  | TJV            | Jumbo-Visma           | GAZ          | Gazprom-RusVelo |               |
| TBV            | Bahrain-Victorious    | TCS            | Intermaché-Wanty-Gobert Matériaux | TQA            | Team Qhubeka NextHash |              |                 |               |
| BOH            | Bora-hansgrohe        | ISN            | Israel Start-Up Nation            | TFS            | Trek-Segafredo        |              |                 |               |
| COF            | Cofidis               | LTS            | Lotto Soudal                      | UAD            | UAE Team Emirates     |              |                 |               |
| DQT            | Deceuninck-Quick-Step | MOV            | Movistar Team                     |                |                       |              |                 |               |
| EFN            | EF Education-Nippo    | BEX            | Team BikeExchange                 |                |                       |              |                 |               |

## Rennverlauf und Ergebnisse
Die erste Etappe endete mit einer kurzen Kopfsteinpflasterrampe. Phil Bauhaus (Bahrain Victorious) fing kurz vor der Ziellinie Álvaro Hodeg (Deceuninck-Quick-Step) ab und schlüpfte in das gelbe Trikot des Gesamtführenden. Auf der zweiten Etappe feierte João Almeida (Deceuninck-Quick-Step) seinen ersten Etappensieg und übernahm zugleich das gelbe Trikot. Zwar hatte sich der Portugiese im Schlussanstieg absetzten können, war jedoch kurz vor dem Ziel von Diego Ulissi (UAE Team Emirates) eingeholt worden, ehe er im Sprint triumphierte. Die dritte Etappe endete mit einem Massensprint den Fernando Gaviria (UAE Team Emirates) für sich entschied. Die vierte Etappe gewann der gesamtführende João Almeida im bergauf Sprint aus einer kleinen Gruppe. In der Gesamtwertung betrug sein Vorsprung nun acht Sekunden auf Matej Mohorič (Bahrain Victorious) und 14 Sekunden auf Diego Ulissi (UAE Team Emirates). Die fünfte Etappe sicherte sich Nikias Arndt (Team DSM) in einem Massensprint.
Das Einzelzeitfahren auf der sechsten Etappe gewann Rémi Cavagna (Deceuninck-Quick-Step) vor seinem Teamkollegen João Almeida, der sein gelbes Trikot verteidigte. Auf der letzten Etappe sicherte sich Julius van den Berg (EF Education-Nippo) den Tagessieg aus einer vierköpfigen Ausreißergruppe. Der Gesamtsieg ging an João Almeida.

Etappe 1: Lublin – Chełm (216 km)
Die erste Etappe startete in Lublin und endete Chełm. Im Rahmen der Etappe wurden drei Bergwertungen der 3. Kategorie, drei Zwischensprintwertungen und ein Spezialsprint (keine Punkte) ausgetragen. Im Finale wurde ein Rundkurs (7,5 km) einmal befahren. Die Ziellinie befand sich am Ende eines kurzen Kopfsteinpflasteranstieges.
| Platz | Fahrer             | Nation | Team                               | Zeit                   |
| ----- | ------------------ | ------ | ---------------------------------- | ---------------------- |
| 01.   | Phil Bauhaus       | GER    | Bahrain Victorious                 | 5:01:24 h (43,07 km/h) |
| 02.   | Álvaro Hodeg       | COL    | Deceuninck-Quick-Step              | "                      |
| 03.   | Hugo Hofstetter    | FRA    | Israel Start-Up Nation             | "                      |
| 04.   | Edward Theuns      | BEL    | Trek-Segafredo                     | "                      |
| 05.   | David Dekker       | NED    | Jumbo-Visma                        | "                      |
| 06.   | Dion Smith         | NZL    | Team BikeExchange                  | "                      |
| 07.   | Jonas Rickaert     | BEL    | Alpecin-Fenix                      | "                      |
| 08.   | Biniam Girmay      | ERI    | Intermarché-Wanty-Gobert Matériaux | "                      |
| 09.   | Matej Mohorič      | SLO    | Bahrain Victorious                 | "                      |
| 010.  | Michał Kwiatkowski | POL    | Ineos Grenadiers                   | "                      |

| Platz | Fahrer             | Nation | Team                   | Zeit       |
| ----- | ------------------ | ------ | ---------------------- | ---------- |
| 01.   | Phil Bauhaus       | GER    | Bahrain Victorious     | 5:01:14 h  |
| 02.   | Álvaro Hodeg       | COL    | Deceuninck-Quick-Step  | + 0:04 min |
| 03.   | Jewgeni Fedorow    | KAZ    | Astana-Premier Tech    | "          |
| 04.   | Hugo Hofstetter    | FRA    | Israel Start-Up Nation | + 0:06 min |
| 05.   | Michał Kwiatkowski | POL    | Ineos Grenadiers       | + 0:07 min |
| 06.   | Matej Mohorič      | SLO    | Bahrain Victorious     | + 0:08 min |
| 07.   | Emīls Liepiņš      | LAT    | Trek-Segafredo         | + 0:09 min |
| 08.   | Edward Theuns      | BEL    | Trek-Segafredo         | + 0:10 min |
| 09.   | David Dekker       | NED    | Jumbo-Visma            | "          |
| 10.   | Dion Smith         | NZL    | Team BikeExchange      | "          |

Etappe 2: Zamość – Przemyśl (201 km)
Die zweite Etappe startete in Zamość und endete mit einem Schlussanstieg in Przemyśl. Am Beginn der Etappe standen zwei Zwischensprintwertungen sowie eine Bergwertung der 3. Kategorie auf dem Programm. In den letzten 30 Kilometern folgten eine Bergwertung der 2. Kategorie (Kalwaria Pacławska, 448 m) und eine Bergwertung der 3. Kategorie auf dem Programm.
| Platz | Fahrer                | Nation | Team                               | Zeit                   |
| ----- | --------------------- | ------ | ---------------------------------- | ---------------------- |
| 01.   | João Almeida          | POR    | Deceuninck-Quick-Step              | 4:41:33 h (42,79 km/h) |
| 02.   | Diego Ulissi          | ITA    | UAE Team Emirates                  | "                      |
| 03.   | Matej Mohorič         | SLO    | Bahrain Victorious                 | "                      |
| 04.   | Michał Kwiatkowski    | POL    | Ineos Grenadiers                   | + 0:04 min             |
| 05.   | Mikkel Frølich Honoré | DEN    | Deceuninck-Quick-Step              | + 0:08 min             |
| 06.   | Lorenzo Rota          | ITA    | Intermarché-Wanty-Gobert Matériaux | + 0:12 min             |
| 07.   | Jai Hindley           | AUS    | Team DSM                           | "                      |
| 08.   | Giovanni Aleotti      | ITA    | Bora-Hansgrohe                     | "                      |
| 09.   | Dylan Theuns          | BEL    | Bahrain Victorious                 | "                      |
| 10.   | Tim Wellens           | BEL    | Lotto Soudal                       | + 0:16 min             |

| Platz | Fahrer                | Nation | Team                               | Zeit       |
| ----- | --------------------- | ------ | ---------------------------------- | ---------- |
| 01.   | João Almeida          | POR    | Deceuninck-Quick-Step              | 9:42:47 h  |
| 02.   | Matej Mohorič         | SLO    | Bahrain Victorious                 | + 0:04 min |
| 03.   | Diego Ulissi          | ITA    | UAE Team Emirates                  | "          |
| 04.   | Michał Kwiatkowski    | POL    | Ineos Grenadiers                   | + 0:11 min |
| 05.   | Mikkel Frølich Honoré | DEN    | Deceuninck-Quick-Step              | + 0:18 min |
| 06.   | Dylan Theuns          | BEL    | Bahrain Victorious                 | + 0:22 min |
| 07.   | Lorenzo Rota          | ITA    | Intermarché-Wanty-Gobert Matériaux | "          |
| 08.   | Jai Hindley           | AUS    | Team DSM                           | "          |
| 09.   | Giovanni Aleotti      | ITA    | Bora-Hansgrohe                     | "          |
| 10.   | Tim Wellens           | BEL    | Lotto Soudal                       | + 0:26 min |

Etappe 3: Sanok – Rzeszów (226 km)

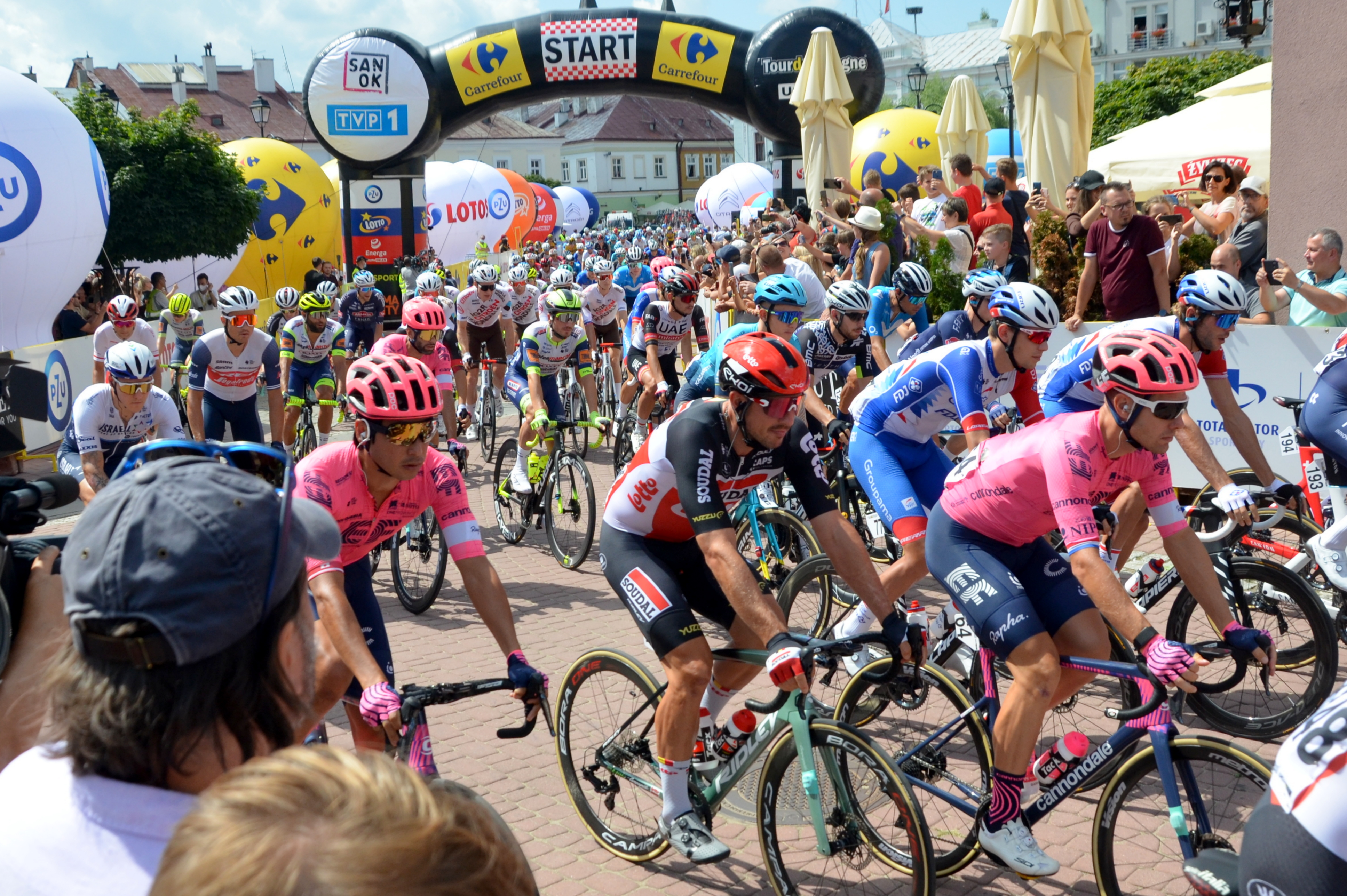
Etappe 3: Sanok

Die dritte Etappe startete in Sanok und endete in Rzeszów. In der ersten Hälfte der Etappe standen ein Zwischensprint sowie eine Bergwertung der 3. Kategorie und zwei Bergwertungen der 2. Kategorie auf dem Programm. Auf den letzten 50 Kilometern folgten zwei Zwischensprints sowie ein Rundkurs (5,9 km) im Zielort, der einmal befahren wurde.
| Platz | Fahrer              | Nation | Team                   | Zeit                   |
| ----- | ------------------- | ------ | ---------------------- | ---------------------- |
| 01.   | Fernando Gaviria    | COL    | UAE Team Emirates      | 5:18:15 h (42,68 km/h) |
| 02.   | Olav Kooij          | NED    | Jumbo-Visma            | "                      |
| 03.   | Phil Bauhaus        | GER    | Bahrain Victorious     | "                      |
| 04.   | Max Kanter          | GER    | Team DSM               | "                      |
| 05.   | Max Walscheid       | GER    | Team Qhubeka NextHash  | "                      |
| 06.   | Jonas Rickaert      | BEL    | Alpecin-Fenix          | "                      |
| 07.   | Hugo Hofstetter     | FRA    | Israel Start-Up Nation | "                      |
| 08.   | Michael Schwarzmann | GER    | Bora-Hansgrohe         | "                      |
| 09.   | Michał Kwiatkowski  | POL    | Ineos Grenadiers       | "                      |
| 10.   | John Degenkolb      | GER    | Lotto Soudal           | "                      |

| Platz | Fahrer                | Nation | Team                               | Zeit       |
| ----- | --------------------- | ------ | ---------------------------------- | ---------- |
| 01.   | João Almeida          | POR    | Deceuninck-Quick-Step              | 15:01:02 h |
| 02.   | Diego Ulissi          | ITA    | UAE Team Emirates                  | + 0:04 min |
| 03.   | Matej Mohorič         | SLO    | Bahrain Victorious                 | "          |
| 04.   | Michał Kwiatkowski    | POL    | Ineos Grenadiers                   | + 0:11 min |
| 05.   | Mikkel Frølich Honoré | DEN    | Deceuninck-Quick-Step              | + 0:18 min |
| 06.   | Dylan Theuns          | BEL    | Bahrain Victorious                 | + 0:22 min |
| 07.   | Lorenzo Rota          | ITA    | Intermarché-Wanty-Gobert Matériaux | "          |
| 08.   | Jai Hindley           | AUS    | Team DSM                           | "          |
| 09.   | Giovanni Aleotti      | ITA    | Bora-Hansgrohe                     | "          |
| 10.   | Einer Rubio           | COL    | Movistar Team                      | + 0:26 min |

Etappe 4: Tarnów – Bukovina Resort (160 km)
Die vierte Etappe startete in Tarnów und endete mit einer Bergankunft im Bukovina Resort (942 m) in der Tatra. Zunächst standen zwei Zwischensprintwertungen sowie zwei Bergwertungen der 3. Kategorie auf dem Programm. 11 Kilometer vor dem Ziel wurde in Łapszanka (965 m) eine Bergwertung der 2. Kategorie überquert, ehe der Schlussanstieg folgte.
| Platz | Fahrer             | Nation | Team                               | Zeit                   |
| ----- | ------------------ | ------ | ---------------------------------- | ---------------------- |
| 01.   | João Almeida       | POR    | Deceuninck-Quick-Step              | 3:51:32 h (41,43 km/h) |
| 02.   | Matej Mohorič      | SLO    | Bahrain Victorious                 | "                      |
| 03.   | Andrea Vendrame    | ITA    | AG2R Citroën Team                  | "                      |
| 04.   | Michał Kwiatkowski | POL    | Ineos Grenadiers                   | "                      |
| 05.   | Dion Smith         | NZL    | Team BikeExchange                  | "                      |
| 06.   | Jai Hindley        | AUS    | Team DSM                           | "                      |
| 07.   | Ben Tulett         | GBR    | Alpecin-Fenix                      | "                      |
| 08.   | Diego Ulissi       | ITA    | UAE Team Emirates                  | "                      |
| 09.   | Antonio Tiberi     | ITA    | Trek-Segafredo                     | "                      |
| 10.   | Quinten Hermans    | BEL    | Intermarché-Wanty-Gobert Matériaux | "                      |

| Platz | Fahrer             | Nation | Team                               | Zeit       |
| ----- | ------------------ | ------ | ---------------------------------- | ---------- |
| 01.   | João Almeida       | POR    | Deceuninck-Quick-Step              | 18:52:24 h |
| 02.   | Matej Mohorič      | SLO    | Bahrain Victorious                 | + 0:08 min |
| 03.   | Diego Ulissi       | ITA    | UAE Team Emirates                  | + 0:14 min |
| 04.   | Michał Kwiatkowski | POL    | Ineos Grenadiers                   | + 0:21 min |
| 05.   | Jai Hindley        | AUS    | Team DSM                           | + 0:32 min |
| 06.   | Dylan Theuns       | BEL    | Bahrain Victorious                 | "          |
| 07.   | Lorenzo Rota       | ITA    | Intermarché-Wanty-Gobert Matériaux | "          |
| 08.   | Giovanni Aleotti   | ITA    | Bora-Hansgrohe                     | "          |
| 09.   | Einer Rubio        | COL    | Movistar Team                      | + 0:36 min |
| 10.   | Tim Wellens        | BEL    | Lotto Soudal                       | "          |

Etappe 5: Chochołów (Czarny Dunajec) – Bielsko-Biała (173 km)
Die fünfte Etappe startete in Chochołów (Czarny Dunajec) und endete mit einem Schlussanstieg in Bielsko-Biała. Zu Beginn der Etappe stand mit dem Przelecz Krowiarki (1019 m) der höchste Punkt der Rundfahrt auf dem Programm. Danach folgten zwei weitere Bergwertungen der 1. Kategorie sowie ein Zwischensprint. Im Finale der Etappe wurde ein hügliger Rundkurs (7,3 km) dreimal befahren.
| Platz | Fahrer                | Nation | Team                               | Zeit                   |
| ----- | --------------------- | ------ | ---------------------------------- | ---------------------- |
| 01.   | Nikias Arndt          | GER    | Team DSM                           | 4:02:20 h (42,78 km/h) |
| 02.   | Matej Mohorič         | SLO    | Bahrain Victorious                 | "                      |
| 03.   | Stefano Oldani        | ITA    | Lotto Soudal                       | "                      |
| 04.   | João Almeida          | POR    | Deceuninck-Quick-Step              | "                      |
| 05.   | Diego Ulissi          | ITA    | UAE Team Emirates                  | "                      |
| 06.   | Quinten Hermans       | BEL    | Intermarché-Wanty-Gobert Matériaux | "                      |
| 07.   | David Dekker          | NED    | Jumbo-Visma                        | "                      |
| 08.   | Jake Stewart          | GBR    | Groupama-FDJ                       | "                      |
| 09.   | Andrea Vendrame       | ITA    | AG2R Citroën Team                  | "                      |
| 10.   | Mikkel Frølich Honoré | DEN    | Deceuninck-Quick-Step              | "                      |

| Platz | Fahrer             | Nation | Team                               | Zeit       |
| ----- | ------------------ | ------ | ---------------------------------- | ---------- |
| 01.   | João Almeida       | POR    | Deceuninck-Quick-Step              | 22:54:44 h |
| 02.   | Matej Mohorič      | SLO    | Bahrain Victorious                 | + 0:02 min |
| 03.   | Diego Ulissi       | ITA    | UAE Team Emirates                  | + 0:14 min |
| 04.   | Michał Kwiatkowski | POL    | Ineos Grenadiers                   | + 0:21 min |
| 05.   | Lorenzo Rota       | ITA    | Intermarché-Wanty-Gobert Matériaux | + 0:32 min |
| 06.   | Jai Hindley        | AUS    | Team DSM                           | "          |
| 07.   | Giovanni Aleotti   | ITA    | Bora-Hansgrohe                     | "          |
| 08.   | Dylan Theuns       | BEL    | Bahrain Victorious                 | "          |
| 09.   | Einer Rubio        | COL    | Movistar Team                      | + 0:36 min |
| 10.   | Tim Wellens        | BEL    | Lotto Soudal                       | "          |

Etappe 6: Katowice – Katowice (19 km)
Die sechste Etappe wurde als Zeitfahren in der Stadt Katowice ausgetragen. Start und Ziel befanden sich im Stadtzentrum unweit des Spodek.
| Platz | Fahrer                | Nation | Team                   | Zeit                   |
| ----- | --------------------- | ------ | ---------------------- | ---------------------- |
| 01.   | Rémi Cavagna          | FRA    | Deceuninck-Quick-Step  | 0:22:11 h (51,66 km/h) |
| 02.   | João Almeida          | POR    | Deceuninck-Quick-Step  | + 0:13 min             |
| 03.   | Maciej Bodnar         | POL    | Bora-Hansgrohe         | + 0:16 min             |
| 04.   | Mikkel Bjerg          | DEN    | UAE Team Emirates      | + 0:18 min             |
| 05.   | Michał Kwiatkowski    | POL    | Ineos Grenadiers       | "                      |
| 06.   | Max Walscheid         | GER    | Team Qhubeka NextHash  | + 0:21 min             |
| 07.   | Nikias Arndt          | GER    | Team DSM               | + 0:27 min             |
| 08.   | Mikkel Frølich Honoré | DEN    | Deceuninck-Quick-Step  | + 0:28 min             |
| 09.   | Matej Mohorič         | SLO    | Bahrain Victorious     | + 0:31 min             |
| 10.   | Matthias Brändle      | AUT    | Israel Start-Up Nation | + 0:32 min             |

| Platz | Fahrer                | Nation | Team                  | Zeit       |
| ----- | --------------------- | ------ | --------------------- | ---------- |
| 01.   | João Almeida          | POR    | Deceuninck-Quick-Step | 23:17:07 h |
| 02.   | Matej Mohorič         | SLO    | Bahrain Victorious    | + 0:20 min |
| 03.   | Michał Kwiatkowski    | POL    | Ineos Grenadiers      | + 0:27 min |
| 04.   | Diego Ulissi          | ITA    | UAE Team Emirates     | + 0:37 min |
| 05.   | Mikkel Frølich Honoré | DEN    | Deceuninck-Quick-Step | + 0:53 min |
| 06.   | Tim Wellens           | BEL    | Lotto Soudal          | + 0:57 min |
| 07.   | Jai Hindley           | AUS    | Team DSM              | + 1:06 min |
| 08.   | Dylan Theuns          | BEL    | Bahrain Victorious    | + 1:25 min |
| 09.   | Ben Tulett            | GBR    | Alpecin-Fenix         | + 1:28 min |
| 10.   | Pascal Eenkhoorn      | NED    | Jumbo-Visma           | + 1:30 min |

Etappe 7: Zabrze – Krakau (145 km)
Die siebte und letzte Etappe startete in Zabrze und endete in Krakau. Im Verlauf der Etappe wurden eine Bergwertung der 2. Kategorie, ein Zwischensprint sowie ein Spezialsprint (keine Punkte) ausgefahren. Zum Schluss der Etappe wurde in Krakau ein 5 Kilometer langer Rundkurs dreimal befahren, der unter anderem an dem Nationalmuseum vorbei führte und neben dem Cracovia-Stadion endete.
| Platz | Fahrer              | Nation | Team                   | Zeit                  |
| ----- | ------------------- | ------ | ---------------------- | --------------------- |
| 01.   | Julius van den Berg | NED    | EF Edukation-Nippo     | 2:58:46 h (48,7 km/h) |
| 02.   | Alexis Renard       | FRA    | Israel Start-Up Nation | "                     |
| 03.   | Matteo Jorgenson    | USA    | Movistar Team          | "                     |
| 04.   | Gianni Moscon       | ITA    | Ineos Grenadiers       | "                     |
| 05.   | Álvaro Hodeg        | COL    | Deceuninck-Quick-Step  | + 0:03 min            |
| 06.   | Fernando Gaviria    | COL    | UAE Team Emirates      | "                     |
| 07.   | Olav Kooij          | NED    | Jumbo-Visma            | "                     |
| 08.   | John Degenkolb      | GER    | Lotto Soudal           | "                     |
| 09.   | Phil Bauhaus        | GER    | Bahrain Victorious     | "                     |
| 10.   | Lionel Taminiaux    | BEL    | Alpecin-Fenix          | "                     |

| Platz | Fahrer                | Nation | Team                  | Zeit       |
| ----- | --------------------- | ------ | --------------------- | ---------- |
| 01.   | João Almeida          | POR    | Deceuninck-Quick-Step | 26:15:53 h |
| 02.   | Matej Mohorič         | SLO    | Bahrain Victorious    | + 0:20 min |
| 03.   | Michał Kwiatkowski    | POL    | Ineos Grenadiers      | + 0:27 min |
| 04.   | Diego Ulissi          | ITA    | UAE Team Emirates     | + 0:37 min |
| 05.   | Mikkel Frølich Honoré | DEN    | Deceuninck-Quick-Step | + 0:53 min |
| 06.   | Tim Wellens           | BEL    | Lotto Soudal          | + 0:57 min |
| 07.   | Jai Hindley           | AUS    | Team DSM              | + 1:06 min |
| 08.   | Dylan Theuns          | BEL    | Bahrain Victorious    | + 1:25 min |
| 09.   | Ben Tulett            | GBR    | Alpecin-Fenix         | + 1:28 min |
| 10.   | Pascal Eenkhoorn      | NED    | Jumbo-Visma           | + 1:30 min |

## Wertungen im Verlauf
| Etappe         | Etappensieger       | Gesamtwertung | Sprintwertung      | Bergwertung   | aktivster Fahrer   | Teamwertung                            |
| -------------- | ------------------- | ------------- | ------------------ | ------------- | ------------------ | -------------------------------------- |
| 1              | Phil Bauhaus        | Phil Bauhaus  | Phil Bauhaus       | Michał Paluta | Jewgeni Fedorow    | Bahrain Victorious                     |
| 2              | João Almeida        | João Almeida  | Matej Mohorič      | Michał Paluta | Jewgeni Fedorow    | Team BikeExchange                      |
| 3              | Fernando Gaviria    | João Almeida  | Michał Kwiatkowski | Łukasz Owsian | Taco van der Hoorn | Intermarché - Wanty - Gobert Matériaux |
| 4              | João Almeida        | João Almeida  | Michał Kwiatkowski | Łukasz Owsian | Taco van der Hoorn | Intermarché - Wanty - Gobert Matériaux |
| 5              | Nikias Arndt        | João Almeida  | Matej Mohorič      | Łukasz Owsian | Taco van der Hoorn | Intermarché - Wanty - Gobert Matériaux |
| 6              | Rémi Cavagna        | João Almeida  | João Almeida       | Łukasz Owsian | Taco van der Hoorn | Deceuninck-Quick-Step                  |
| 7              | Julius van den Berg | João Almeida  | João Almeida       | Łukasz Owsian | Taco van der Hoorn | Deceuninck-Quick-Step                  |
| Wertungssieger | Wertungssieger      | João Almeida  | João Almeida       | Łukasz Owsian | Taco van der Hoorn | Deceuninck-Quick-Step                  |